# Bombardier Flexity Outlook
Bombardier Flexity Outlook — серія низькопідлогових зчленованих трамваїв виробництва Bombardier Transportation. 
Трамваї «Flexity Outlook», є частиною більшої лінійки продуктів Bombardier Flexity (багато з яких не є низькопідлоговими), мають модульний дизайн і зазвичай використовуються в Європі.

## Типи
«Bombardier» продає два типи або серії проекту «Flexity Outlook».

### Eurotram
«Eurotram» — проєкт електричних трамваїв, розроблених для використання в мережі Compagnie des Transports Strasbourgeois (CTS). 
Спочатку контракт укладено з Socimi та ABB. 
Після банкрутства «Socimi» замовлення на «Eurotram» завершила ABB Group. 
Пізніші моделі випускалися компаніями-наступниками Adtranz і «Bombardier Inc».
«Bombardier» продавали цей тип, до 2004 року, як «Flexity Outlook (E)».

### Cityrunner
Більш поширений «Cityrunner», який має більш традиційний трамвайний дизайн, використовується в кількох містах Австрії (Інсбрук, Лінц та Грац), а також у Лодзі (Польща), Женеві (Швейцарія), Ескішехірі (Туреччина), Брюсселі (Бельгія), а у Марселі (Франція), Валенсії, Аліканте (обидва Іспанія), Палермо (Італія) та Торонто (Канада ) перебувають на стадії проектування та виробництва. 

(Хоч Toronto Transit Commission замовила «Flexity Outlook Cityrunner» для своєї системи, Metrolinx замовила Flexity Freedom для нової лінії 5 в Торонто, яка будується вздовж Еглінтон-авеню у Торонто). 

Хоча більшість трамваїв «Flexity Outlook» є двонаправленими, трамваї в Торонто є односторонніми, щоб відповідати експлуатаційним вимогам трамвайних маршрутів цього міста. 
«Bombardier» створив односторонні версії «Flexity Outlook» для таких міст, як Грац, Лодзь і Мілан.
«Flexity Outlook Cityrunner» має модульну конструкцію, що дозволяє налаштувати його для використання в мережах, які потребують вузьких транспортних засобів або майже унікальних вузьких радіусів кривих, до 10,973 м у випадку Торонто. Версія Outlook у Торонто застосовується на трамвайних лініях з шириною колії 1495 мм.
Його найближчими конкурентами є Alstom Citadis, Siemens Combino і Siemens Avanto, а також інші трамваї Bombardier Flexity.